# Karol Seifert
Karol Seifert ps. Andrzej Korycki (ur. 31 marca 1957 w Poznaniu) – polski nauczyciel i działacz opozycji w PRL.

## Życiorys
Absolwent VI Liceum Ogólnokształcącego im. Ignacego Jana Paderewskiego w Poznaniu. W 1980 roku ukończył historię na Uniwersytecie im. Adama Mickiewicza w Poznaniu. W listopadzie 1980 roku został członkiem NSZZ „Solidarność”. W lipcu 1981 był delegatem na I Walne Zebranie Delegatów NSZZ Solidarności Regionu Wielkopolska. W latach 1982–1987 współorganizował spotkania dla nauczycieli związanych z Solidarnością w Towarzystwie Chrystusowym.
Redagował prasę podziemną: Nauczyciel, Strzecha, Niepodległość. Był przedstawicielem Solidarności w społecznej komisji ds. niszczenia akt Komitetu Wojewódzkiego PZPR w Poznaniu; a w czerwcu 1991 roku podczas rewizji jego mieszkania zabezpieczono uratowane akta PZPR.
W latach 1999–2002 pełnił funkcję wielkopolskiego kuratora oświaty. Od 2002 roku jest dyrektorem VI Liceum Ogólnokształcącego im. Ignacego Jana Paderewskiego w Poznaniu, pracował również w Zespole Szkół Budowlanych nr 1 w Poznaniu, gdzie w latach 80. założył koło "Solidarności".
Po 1989 roku politycznie związany był z RS AWS (1997–2001), a następnie z PO (2001–2008).
W 2019 roku został odznaczony Krzyżem Kawalerskim Orderu Odrodzenia Polski.